# 5perc Angol
Az 5 perc angol egy nyelvtanulást segítő tanulmányi program illetve internetes tanfolyam, melynek egyes szolgáltatásai ingyenesek. Az angolnyelv-tanulást segítő online segédanyagokat különféle nyomtatott kiadványok egészítik ki. A kiadványcsalád 2012-ben és 2014-ben elnyerte a Macmillan Education nyelvi tankönyvkiadó cég Love English Awards díját.

## Története
Az 5perc angol kiadványok terjesztését Szalai Nóra nyelvész  2003-ban kezdte azzal a céllal, hogy a nyelviskolájába járó diákjainak az iskolán kívül is folyamatosan szórakoztató tanulási lehetőséget biztosítson. Eleinte naponta küldött ki hírleveleket, vagy „Napi Leckéket” a pár száz regisztrált diáknak, ám a leckéknek olyan sikerük volt, hogy az e-maileket rendszeresen továbbították ismerősöknek és barátoknak, így néhány hónap alatt többezres olvasói tábor alakult ki. 2016-ra több mint 140 000 aktív regisztrált tanult a napi leckék segítségével.
Az 5 Perc Angol családi vállalkozásként indult, majd a munkába magyar és külföldi újságírók, a hanganyagok elkészítéséhez brit és amerikai „hangok”, magyar és anyanyelvi lektorok és adminisztrációs munkatársak is bekapcsolódtak.
A napi leckéket követte 2005-ben a weboldal, ahol a korábban kiküldött tananyagok mellé felkerült nagyon sok egyéb nyelvtanulással kapcsolatos tananyag is, ezzel bővítve az ingyenes szolgáltatást.
13 év alatt több mint 120 000 000 e-mailt és 3400 napi leckét küldött ki, a weboldalra több mint 8300 tananyag került feltöltésre, valamint 1100 órányi ingyenes hanganyag, ezzel az ország legnagyobb angol tananyaggyűjteményét hozta létre.[forrás?]
Az ingyenes tananyagok mellett nyomtatott termékekkel is megjelent a piacon, ilyenek például a tankönyvek, illetve az 5perc Angol Magazin.

## Módszertana
A tanulmányi segédanyagok nem egy adott korcsoportot céloznak meg, korosztálytól függetlenül elsősorban a kezdő és újrakezdő nyelvtanulók igényei szerint készülnek és az autodidakta nyelvtanulást segítik. Szalai szerint a neve is erre utal: a nyelvtanulásra fordítandó napi 5 perc nem nagy teher, sikerélményt ad és kedvet csinál a folytatáshoz.
A segédanyagok az intenzív oktatás helyett a gyakorlati felhasználásra helyezik a hangsúlyt, a mindennapi tevékenységbe ágyazva segítik a nyelvtanulást. Példa erre az 5perc Angol Magazin, mely egy havi rendszerességgel megjelenő, a hagyományos életmód- és bulvármagazinokhoz hasonló tartalommal bíró segédanyag, mely aktuális eseményekről szóló cikkeken keresztül segíti a nyelvtanulást. Az 5perc angol továbbá rendszeres nyelvleckét ad a saját weblapja mellett a Nők Lapja online kiadásában is „Hogyan mondjuk angolul?” címmel, melyeken gyakorlatban előforduló esetekre ad jól használható tanácsokat a nyelvhasználattal kapcsolatban.

## Díjai
- 2012 - MacMillan Love English Awards - Legjobb nyelvoktató weboldala
- 2013 - MacMillan Love English Awards - Második helyezett
- 2014 - MacMillan Love English Awards - Legjobb nyelvoktató weboldala
- 2014 - Év Példaképe 2014 Közönségdíj Archiválva 2021. június 25-i dátummal a Wayback Machine-ben

## Egyéb kiadványok
- 2005 - Szalai Nóra - 5Perc Angol Igeidők 1.
- 2007 - Szalai Nóra - Kezdőknek és Újrakezdőknek
- 2009 - 5perc Angol Magazin (Havi nyomtatott magazin, 84 oldalon)
- 2011 - Beszélő tanulókártyák 1.
- 2014 - Szalai Nóra - Újrakezdőknek és Középhaladóknak
- 2015 - Beszélő tanulókártyák 2.